# گارگین نوشیکیان
گارگین گاگیکی نوشیکیان (ارمنی: Գարեգին Գագիկի Նուշիկյան؛ زادهٔ ۳۱ مهٔ ۱۹۶۱) یک سیاستمدار اهل ارمنستان است که از تاریخ ۲۰۱۲ تا تاریخ ۲۰۱۷ سمت نمایندگی دوره پنجم مجلس ملی جمهوری ارمنستان را برعهده داشت.

## زندگی‌نامه
در ۳۱ مهٔ ۱۹۶۱ در ایروان به دنیا آمد و از دانشگاه دولتی اقتصاد ارمنستان فارغ‌التحصیل شد. 